# Chemistry (banda)
Chemistry (estilizado em caixa alta) é uma dupla japonesa de pop composta por Yoshikuni Dōchin (nascido em 17 de novembro de 1978) e por Kaname Kawabata (nascido em 28 de janeiro de 1979). O álbum All the Best (2006) atingiu a primeira posição na parada musical Oricon.